# Zamek Rozafy
Zamek Rozafy (alb.: Kalaja e Shkodrës) – zamek w pobliżu Szkodry, w północno-zachodniej Albanii.
Według legendy nazwa twierdzy pochodzi od imienia kobiety – Rosaphy (Rozafy), którą żywcem zamurowano w murach zamku, aby jego mury nie zawaliły się po raz kolejny. Zamek wznosi się na skalistej górze, na wysokości 130 m n.p.m., na południe od Szkodry, otoczony rzekami Buna i Drin. W przeszłości otoczony terenami podmokłymi, z własnym ujęciem wody był niezwykle trudny do zdobycia. 

## Historia
Z uwagi na swoje strategiczne położenie wzgórze, na którym zbudowano zamek było zamieszkane od czasów antycznych. Na wzgórzu miała znajdować się twierdza iliryjska, opanowana przez Rzymian w 167 p.n.e. Badania prowadzone na terenie twierdzy przez zespół kierowany przez prof. Piotra Dyczka doprowadziły w latach 2011–2012 do odkrycia jednego z najważniejszych ośrodków kultury iliryjskiej w północnej części Albanii.
Zamek w tym kształcie, który przetrwał do dziś, pochodzi z czasów dominacji weneckiej. Po przejęciu Rozafat w 1396 Wenecjanie dokonali jego przebudowy i umocnienia. W czasach osmańskich zamek stanowił centrum administracyjne do 1863, kiedy urzędnicy przenieśli się do miasta. Od tej pory zamek należał do garnizonu wojsk osmańskich. W historii Albanii znany jest przede wszystkim z heroicznej obrony przeciwko Turkom osmańskim w czasie bitwy o Szkodrę 1478-1479. Był także oblegany przez wojska czarnogórskie w czasie I wojny bałkańskiej. 7 kwietnia 1939 w czasie włoskiej inwazji na Albanię dwóch oficerów albańskich ostrzeliwało z zamku oddziały włoskie, dopóki nie skończyła im się amunicja.

## Aktualny stan obiektu
Zamek zachował się w dobrym stanie i jest udostępniony do zwiedzania. Łączna długość zachowanych murów przekracza 600 m, otaczają one obszar o powierzchni 9 ha. W obrębie murów zamkowych znajdują się trzy dziedzińce. W niewielkim muzeum zgromadzono przedmioty wydobyte z ziemi w czasie prac archeologicznych. W 2022 był jedną z najczęściej odwiedzanych przez turystów atrakcji turystycznych Albanii.

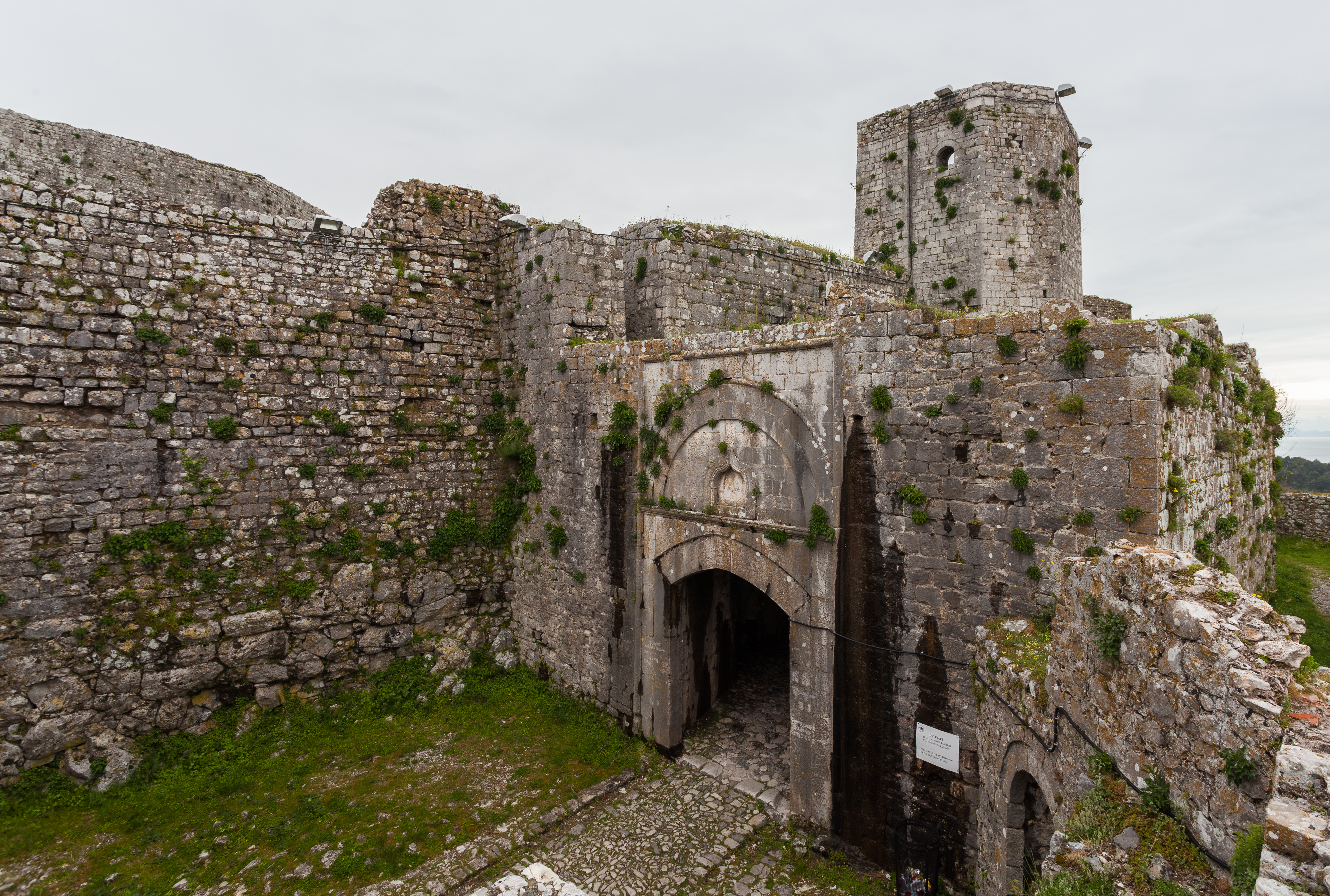
Wejście do zamku
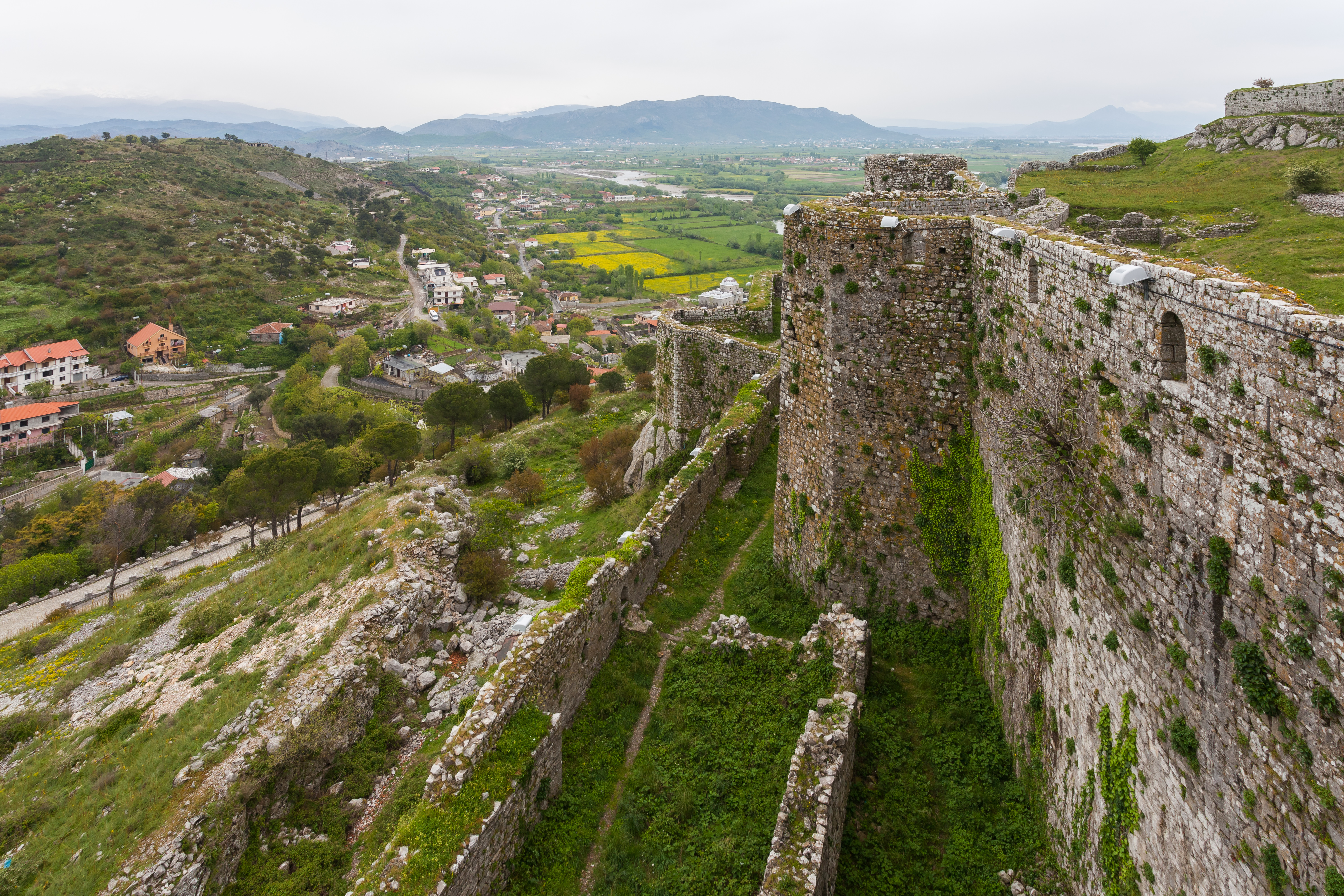
Mury obronne
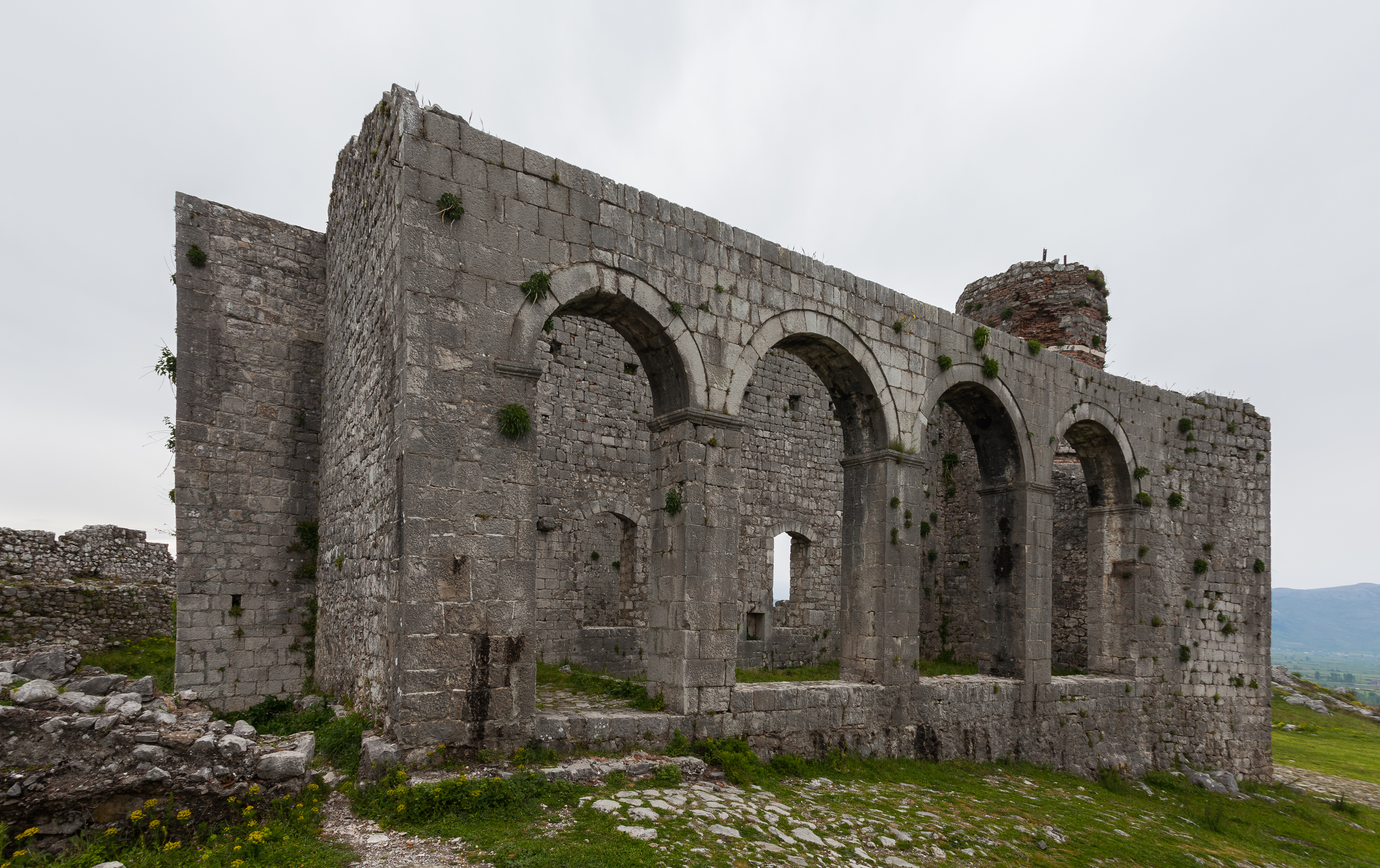
Ruiny kościoła Świętego Szczepana, zamienionego przez Turków w meczet
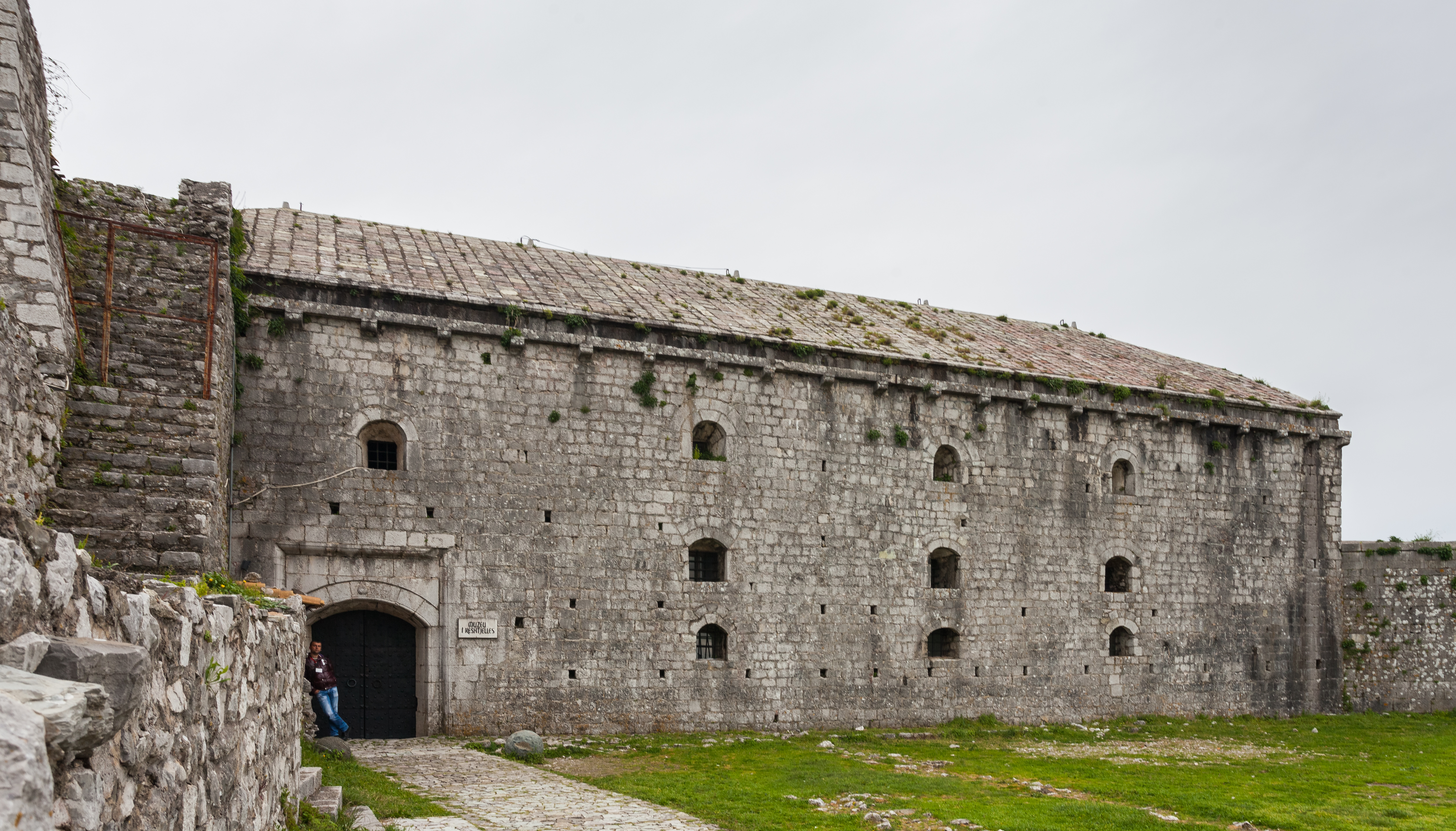
Budynek muzeum